# Långtjärnen (Piteå socken, Norrbotten, 728170-171197)
Långtjärnen är en sjö i Piteå kommun i Norrbotten och ingår i Lillpiteälvens huvudavrinningsområde.